# Gustav Robert Grönkvist

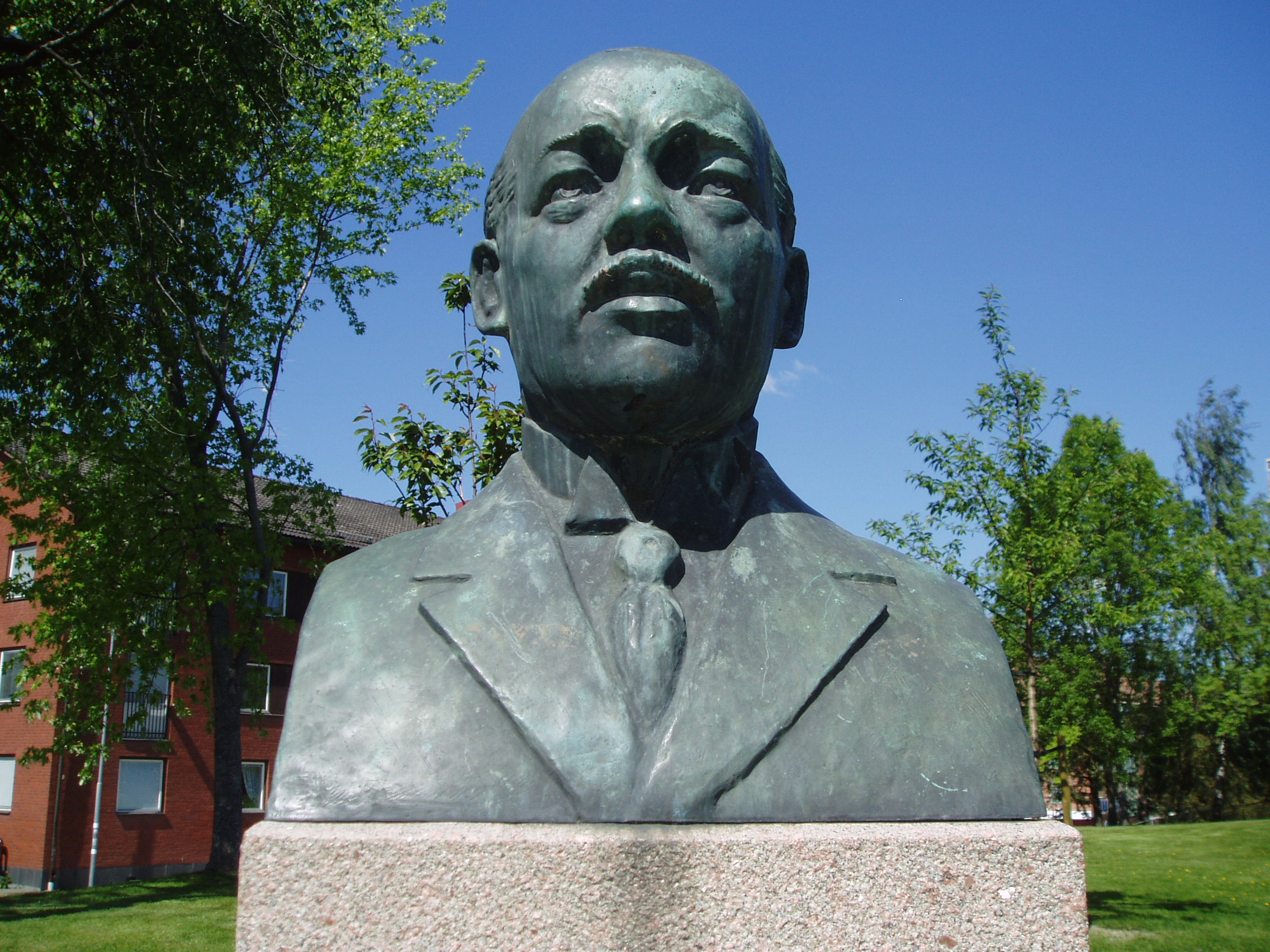
Byst som föreställer Gustav Robert Grönkvist i Katrineholm.

Gustav Robert Grönkvist, född 1863 i Saleby socken, död 1925 i Katrineholm, var en svensk entreprenör.

## Biografi

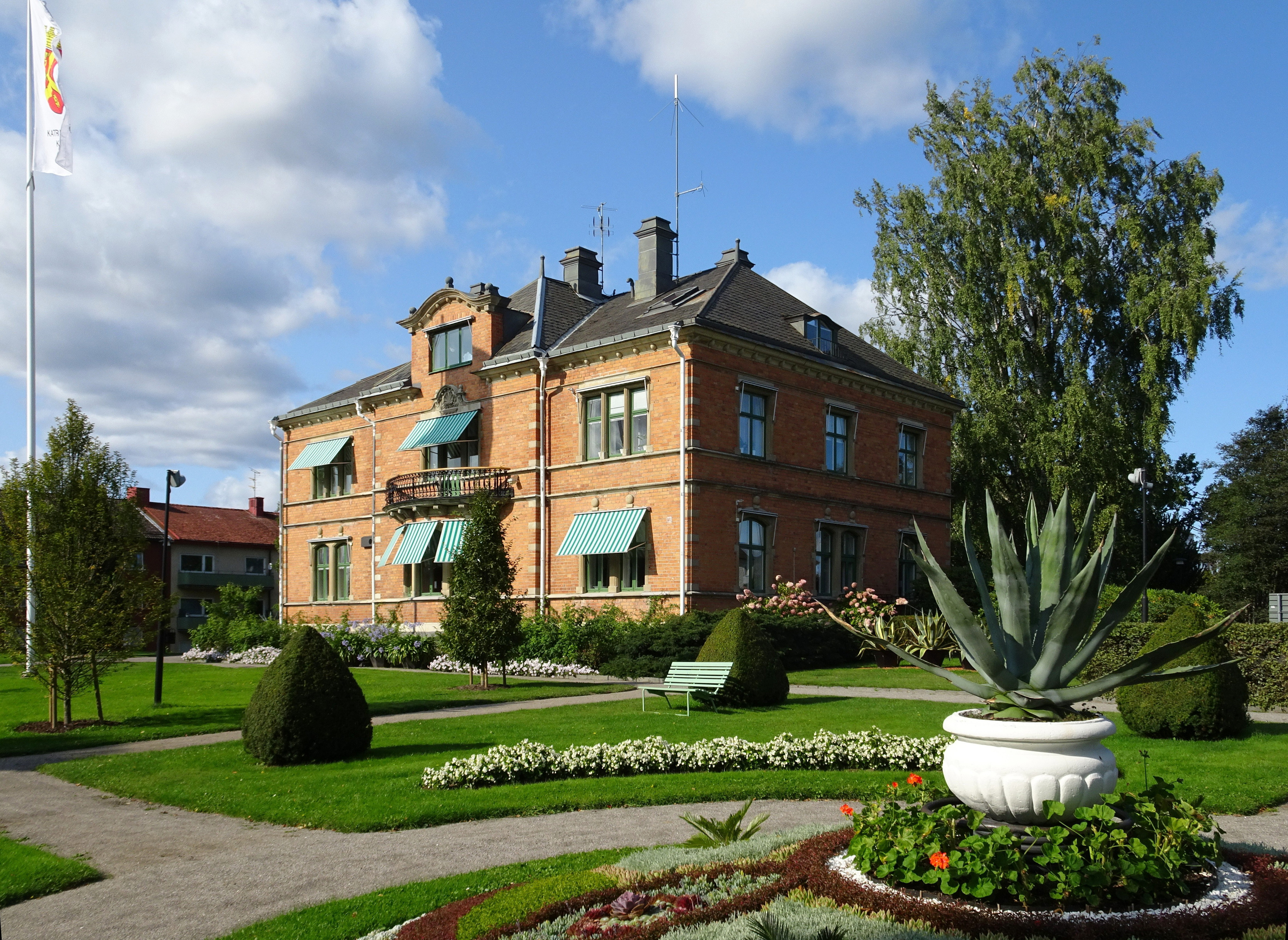
Villa "Gröna Kulle", 2020.

Gustav Robert Grönkvist var smed och öppnade 1886 en smidesverkstad i Katrineholm. År 1891 grundade han Grönkvists Mekaniska Verkstad (GMV) med tillverkning av jordbruksredskap. Grönkvists Mekaniska Verkstad började tillverka egna kullager på 1910-talet, men företaget såldes 1916 till SKF efter tvister om patentintrång.
Gustav Robert Grönkvist drev företag även efter försäljningen av GMV. Han hade tidigare grundat Bröderna Grönkvists Chuckfabrik tillsammans med sin bror Konrad. År 1916 startade han AB Grönkvists Gjuterier och uppförde ett modernt gjuteri i Katrineholm. Gjuteriföretaget såldes 1917 till AB Pumpseparator i Stockholm, vilket i sin tur 1930 såldes till AB Separator.
Gustav Robert Grönkvist lät 1900–1901 uppföra 13-rumsvillan Gröna Kulle som sin bostad. Denna är sedan 1927 Katrineholms stadshus. Sedan 1956 finns en byst av Gustav Robert Grönkvist, gjord av svägerskan Hedda Grönkvist, i parken vid Gröna Kulle.